# Li Qi
Li Qi (ur. 1998 r. w Hubei) – chińska aerobiczka, mistrzyni świata, złota medalistka World Games.
W 2018 roku na mistrzostwach świata w Guimarães zdobyła złoty medal w rywalizacji grupowej.
Wystąpiła na rozegranym we Wrocławiu World Games 2017, wygrywając rywalizację w zawodach grupowych.
Jest uczennicą Qingdao University, kształtującą się w kierunku międzynarodowego biznesu.